# Emeli Sandé/Diskografie
Diese Diskografie ist eine Übersicht über die musikalischen Werke der britischen Soul- und R&B-Sängerin Emeli Sandé. Den Quellenangaben und Schallplattenauszeichnungen zufolge hat sie bisher mehr als 18,1 Millionen Tonträger verkauft, davon alleine in ihrer Heimat über 11,9 Millionen. Ihre erfolgreichste Veröffentlichung ist das Debütalbum Our Version of Events mit über 3,5 Millionen verkauften Einheiten.

## Alben

### Studioalben
| Jahr | Titel Musiklabel                               | Höchstplatzierung, Gesamtwochen, AuszeichnungChartplatzierungen (Jahr, Titel, Musiklabel, Platzierungen, Wochen, Auszeichnungen, Anmerkungen) | Höchstplatzierung, Gesamtwochen, AuszeichnungChartplatzierungen (Jahr, Titel, Musiklabel, Platzierungen, Wochen, Auszeichnungen, Anmerkungen) | Höchstplatzierung, Gesamtwochen, AuszeichnungChartplatzierungen (Jahr, Titel, Musiklabel, Platzierungen, Wochen, Auszeichnungen, Anmerkungen) | Höchstplatzierung, Gesamtwochen, AuszeichnungChartplatzierungen (Jahr, Titel, Musiklabel, Platzierungen, Wochen, Auszeichnungen, Anmerkungen) | Höchstplatzierung, Gesamtwochen, AuszeichnungChartplatzierungen (Jahr, Titel, Musiklabel, Platzierungen, Wochen, Auszeichnungen, Anmerkungen) | Anmerkungen                                                  |
| Jahr | Titel Musiklabel                               | DE | AT | CH | UK | US | Anmerkungen                                                  |
| ---- | ---------------------------------------------- | --- | --- | --- | --- | --- | ------------------------------------------------------------ |
| 2012 | Our Version of Events Virgin Records (EMI)     | DE7 ×3Dreifachgold · (60 Wo.)DE | AT17 (26 Wo.)AT | CH6 Gold · (80 Wo.)CH | UK1 ×8Achtfachplatin · (136 Wo.)UK | US28 Gold · (42 Wo.)US | Erstveröffentlichung: 10. Februar 2012 Verkäufe: + 3.520.000 |
| 2016 | Long Live the Angels Virgin Records (UMG)      | DE12 (8 Wo.)DE | AT30 (1 Wo.)AT | CH9 (12 Wo.)CH | UK2 Platin · (23 Wo.)UK | US41 (1 Wo.)US | Erstveröffentlichung: 11. November 2016 Verkäufe: + 300.000  |
| 2019 | Real Life Virgin Records (UMG)                 | DE31 (1 Wo.)DE | — | CH9 (2 Wo.)CH | UK6 (4 Wo.)UK | — | Erstveröffentlichung: 13. September 2019 Verkäufe: + 7.650   |
| 2022 | Let’s Say for Instance Chrysalis Records (KMG) | — | — | CH41 (1 Wo.)CH | UK27 (1 Wo.)UK | — | Erstveröffentlichung: 6. Mai 2022                            |
| 2023 | How Were We to Know Chrysalis Records (KMG)    | — | — | CH84 (1 Wo.)CH | UK49 (1 Wo.)UK | — | Erstveröffentlichung: 17. November 2023                      |

### Livealben
| Jahr | Titel Musiklabel                                   | Höchstplatzierung, Gesamtwochen, AuszeichnungChartplatzierungen (Jahr, Titel, Musiklabel, Platzierungen, Wochen, Auszeichnungen, Anmerkungen) | Höchstplatzierung, Gesamtwochen, AuszeichnungChartplatzierungen (Jahr, Titel, Musiklabel, Platzierungen, Wochen, Auszeichnungen, Anmerkungen) | Höchstplatzierung, Gesamtwochen, AuszeichnungChartplatzierungen (Jahr, Titel, Musiklabel, Platzierungen, Wochen, Auszeichnungen, Anmerkungen) | Höchstplatzierung, Gesamtwochen, AuszeichnungChartplatzierungen (Jahr, Titel, Musiklabel, Platzierungen, Wochen, Auszeichnungen, Anmerkungen) | Höchstplatzierung, Gesamtwochen, AuszeichnungChartplatzierungen (Jahr, Titel, Musiklabel, Platzierungen, Wochen, Auszeichnungen, Anmerkungen) | Anmerkungen                                                                  |
| Jahr | Titel Musiklabel                                   | DE | AT | CH | UK | US | Anmerkungen                                                                  |
| ---- | -------------------------------------------------- | --- | --- | --- | --- | --- | ---------------------------------------------------------------------------- |
| 2013 | Live at the Royal Albert Hall Virgin Records (EMI) | — | — | — | UK*UK | US124 (1 Wo.)US | Erstveröffentlichung: 12. Februar 2013 Verkäufe: + 7.500; * siehe Videoalbum |

### EPs
| Jahr | Titel Musiklabel                          | Höchstplatzierung, Gesamtwochen, AuszeichnungChartplatzierungen (Jahr, Titel, Musiklabel, Platzierungen, Wochen, Auszeichnungen, Anmerkungen) | Höchstplatzierung, Gesamtwochen, AuszeichnungChartplatzierungen (Jahr, Titel, Musiklabel, Platzierungen, Wochen, Auszeichnungen, Anmerkungen) | Höchstplatzierung, Gesamtwochen, AuszeichnungChartplatzierungen (Jahr, Titel, Musiklabel, Platzierungen, Wochen, Auszeichnungen, Anmerkungen) | Höchstplatzierung, Gesamtwochen, AuszeichnungChartplatzierungen (Jahr, Titel, Musiklabel, Platzierungen, Wochen, Auszeichnungen, Anmerkungen) | Höchstplatzierung, Gesamtwochen, AuszeichnungChartplatzierungen (Jahr, Titel, Musiklabel, Platzierungen, Wochen, Auszeichnungen, Anmerkungen) | Anmerkungen                                            |
| Jahr | Titel Musiklabel                          | DE | AT | CH | UK | US | Anmerkungen                                            |
| ---- | ----------------------------------------- | --- | --- | --- | --- | --- | ------------------------------------------------------ |
| 2013 | iTunes Session Virgin Records (EMI)       | — | — | — | — | US86 (1 Wo.)US | Erstveröffentlichung: 23. April 2013 Verkäufe: + 5.000 |
| 2017 | Kingdom Coming Virgin Records (EMI)       | — | — | — | — | — | Erstveröffentlichung: 3. November 2017                 |
| 2019 | My Version of Events Virgin Records (UMG) | — | — | — | — | — | Erstveröffentlichung: 16. August 2019                  |
| 2019 | Live from Jupiter Virgin Records (EMI)    | — | — | — | — | — | Erstveröffentlichung: 6. September 2019                |
| 2021 | Acoustic Chrysalis Records (KMG)          | — | — | — | — | — | Erstveröffentlichung: 8. Dezember 2021                 |
| 2021 | Remixes Chrysalis Records (KMG)           | — | — | — | — | — | Erstveröffentlichung: 17. Dezember 2021                |

## Singles

### Als Leadmusikerin
| Jahr | Titel Album                                                                            | Höchstplatzierung, Gesamtwochen, AuszeichnungChartplatzierungen (Jahr, Titel, Album, Platzierungen, Wochen, Auszeichnungen, Anmerkungen) | Höchstplatzierung, Gesamtwochen, AuszeichnungChartplatzierungen (Jahr, Titel, Album, Platzierungen, Wochen, Auszeichnungen, Anmerkungen) | Höchstplatzierung, Gesamtwochen, AuszeichnungChartplatzierungen (Jahr, Titel, Album, Platzierungen, Wochen, Auszeichnungen, Anmerkungen) | Höchstplatzierung, Gesamtwochen, AuszeichnungChartplatzierungen (Jahr, Titel, Album, Platzierungen, Wochen, Auszeichnungen, Anmerkungen) | Höchstplatzierung, Gesamtwochen, AuszeichnungChartplatzierungen (Jahr, Titel, Album, Platzierungen, Wochen, Auszeichnungen, Anmerkungen) | Anmerkungen                                                        |
| Jahr | Titel Album                                                                            | DE | AT | CH | UK | US | Anmerkungen                                                        |
| --- | -------------------------------------------------------------------------------------- | --- | --- | --- | --- | --- | ------------------------------------------------------------------ |
| 2011 | Heaven Our Version of Events                                                           | DE63 (1 Wo.)DE | — | — | UK2 Platin · (27 Wo.)UK | — | Erstveröffentlichung: 12. August 2011 Verkäufe: + 615.000          |
| 2011 | Daddy Our Version of Events                                                            | — | — | — | UK21 (3 Wo.)UK | — | Erstveröffentlichung: 25. November 2011 feat. Naughty Boy          |
| 2012 | Next to Me Our Version of Events                                                       | DE21 Gold · (30 Wo.)DE | AT12 (15 Wo.)AT | CH24 Gold · (37 Wo.)CH | UK2 ×2Doppelplatin · (42 Wo.)UK | US25 Platin · (20 Wo.)US | Erstveröffentlichung: 12. Februar 2012 Verkäufe: + 2.601.800       |
| 2012 | Read All About It (Pt. III) Our Version of Events                                      | DE5 ×3Dreifachgold · (42 Wo.)DE | AT4 Gold · (25 Wo.)AT | CH3 ×2Doppelplatin · (47 Wo.)CH | UK3 ×2Doppelplatin · (51 Wo.)UK | — | Erstveröffentlichung: 13. Februar 2012 Verkäufe: + 2.005.600       |
| 2012 | My Kind of Love Our Version of Events                                                  | — | — | — | UK17 Gold · (21 Wo.)UK | — | Erstveröffentlichung: 8. Juni 2012 Verkäufe: + 435.000             |
| 2013 | Clown Our Version of Events                                                            | DE36 (3 Wo.)DE | AT30 (3 Wo.)AT | CH42 (8 Wo.)CH | UK4 Platin · (27 Wo.)UK | — | Erstveröffentlichung: 3. Februar 2013 Verkäufe: + 600.000          |
| 2016 | Hurts Long Live the Angels                                                             | — | — | CH40 (10 Wo.)CH | UK22 Gold · (11 Wo.)UK | — | Erstveröffentlichung: 16. September 2016 Verkäufe: + 400.000       |
| 2016 | Breathing Underwater Long Live the Angels                                              | — | — | — | UK78 (2 Wo.)UK | — | Erstveröffentlichung: 28. Oktober 2016                             |
| 2017 | Highs & Lows Long Live the Angels                                                      | — | — | — | — | — | Erstveröffentlichung: 24. Februar 2017                             |
| 2017 | Babe Long Live the Angels                                                              | — | — | — | — | — | Erstveröffentlichung: 23. Juni 2017 feat. Afro B                   |
| 2017 | Starlight Kingdom Coming                                                               | — | — | — | — | — | Erstveröffentlichung: 20. September 2017                           |
| 2019 | Sparrow Real Life                                                                      | — | — | — | — | — | Erstveröffentlichung: 15. März 2019                                |
| 2019 | Extraordinary Being Real Life                                                          | — | — | — | — | — | Erstveröffentlichung: 22. Mai 2019                                 |
| 2019 | Shine Real Life                                                                        | — | — | — | — | — | Erstveröffentlichung: 12. Juni 2019                                |
| 2019 | I Don’t Know –                                                                         | — | — | — | — | — | Erstveröffentlichung: 23. August 2019 mit Nana Rogues              |
| 2019 | World in Union –                                                                       | — | — | — | — | — | Erstveröffentlichung: 20. September 2019                           |
| 2019 | Saints and Shadows –                                                                   | — | — | — | — | — | Erstveröffentlichung: 27. September 2019 mit Swizz Beatz           |
| 2020 | I’ll Get There (The Other Side) –                                                      | — | — | — | — | — | Erstveröffentlichung: 7. August 2020                               |
| 2020 | More of You –                                                                          | — | — | — | — | — | Erstveröffentlichung: 21. Oktober 2020 mit Stonebwoy & Nana Rogues |
| 2021 | Family Let’s Say for Instance                                                          | — | — | — | — | — | Erstveröffentlichung: 15. September 2021                           |
| 2021 | Look What You’ve Done Let’s Say for Instance                                           | — | — | — | — | — | Erstveröffentlichung: 26. Oktober 2021                             |
| 2022 | Brighter Days Let’s Say for Instance                                                   | — | — | — | — | — | Erstveröffentlichung: 29. Januar 2022                              |
| 2022 | Oxygen Let’s Say for Instance                                                          | — | — | — | — | — | Erstveröffentlichung: 2. März 2022                                 |
| 2022 | There Isn’t Much Let’s Say for Instance                                                | — | — | — | — | — | Erstveröffentlichung: 30. März 2022                                |
| 2022 | Ready to Love Let’s Say for Instance                                                   | — | — | — | — | — | Erstveröffentlichung: 4. Mai 2022                                  |
| 2022 | When Someone Loves You –                                                               | — | — | — | — | — | Erstveröffentlichung: 1. September 2022 feat. Nile Rodgers         |
| 2023 | One of These Things First The Endless Coloured Ways: The Songs of Nick Drake (Sampler) | — | — | — | — | — | Erstveröffentlichung: 14. Juni 2023 Original: Nick Drake           |
| 2023 | There for You How Were We to Know                                                      | — | — | — | — | — | Erstveröffentlichung: 23. August 2023                              |
| 2023 | How Were We to Know                                                                    | — | — | — | — | — | Erstveröffentlichung: 20. September 2023                           |
| 2023 | All This Love How Were We to Know                                                      | — | — | — | — | — | Erstveröffentlichung: 18. Oktober 2023                             |
| Folgende Lieder erschienen nicht als Single, wurden aber durch das Album zum Download und Streaming bereitgestellt und konnten somit eine Platzierung erlangen: |                                                                                        | | | | | |                                                                    |
| |                                                                                        | | | | | |                                                                    |
| 2012 | Abide with Me Isles of Wonder (Sampler)                                                | — | — | — | UK44 (2 Wo.)UK | — | Charteinstieg: 11. August 2012 Original: Traditional               |

### Als Gastmusikerin
| Jahr | Titel Album                             | Höchstplatzierung, Gesamtwochen, AuszeichnungChartplatzierungen (Jahr, Titel, Album, Platzierungen, Wochen, Auszeichnungen, Anmerkungen) | Höchstplatzierung, Gesamtwochen, AuszeichnungChartplatzierungen (Jahr, Titel, Album, Platzierungen, Wochen, Auszeichnungen, Anmerkungen) | Höchstplatzierung, Gesamtwochen, AuszeichnungChartplatzierungen (Jahr, Titel, Album, Platzierungen, Wochen, Auszeichnungen, Anmerkungen) | Höchstplatzierung, Gesamtwochen, AuszeichnungChartplatzierungen (Jahr, Titel, Album, Platzierungen, Wochen, Auszeichnungen, Anmerkungen) | Höchstplatzierung, Gesamtwochen, AuszeichnungChartplatzierungen (Jahr, Titel, Album, Platzierungen, Wochen, Auszeichnungen, Anmerkungen) | Anmerkungen |
| Jahr | Titel Album                             | DE | AT | CH | UK | US | Anmerkungen |
| ---- | --------------------------------------- | --- | --- | --- | --- | --- | --- |
| 2009 | Diamond Rings I Am Chipmunk             | — | — | — | UK6 Silber · (16 Wo.)UK | — | Erstveröffentlichung: 6. Juli 2009 Verkäufe: + 200.000; Chipmunk feat. Emeli Sandé                             |
| 2010 | Never Be Your Woman Hotel Cabana        | — | — | — | UK8 Silber · (9 Wo.)UK | — | Erstveröffentlichung: 28. Februar 2010 Verkäufe: + 200.000; Naughty Boy feat. Wiley & Emeli Sandé              |
| 2011 | Read All About It At Your Inconvenience | DE80 (2 Wo.)DE | — | CH58 (3 Wo.)CH | UK1 Platin · (27 Wo.)UK | — | Erstveröffentlichung: 21. Oktober 2011 Verkäufe: + 670.000; Professor Green feat. Emeli Sandé                  |
| 2012 | Beneath Your Beautiful Electronic Earth | DE25 Gold · (23 Wo.)DE | AT10 Gold · (34 Wo.)AT | CH17 Platin · (28 Wo.)CH | UK1 ×3Dreifachplatin · (31 Wo.)UK | US34 Platin · (14 Wo.)US | Erstveröffentlichung: 18. Oktober 2012 Verkäufe: + 3.495.000; Labrinth feat. Emeli Sandé                       |
| 2012 | Wonder Hotel Cabana                     | — | — | — | UK10 Silber · (11 Wo.)UK | — | Erstveröffentlichung: 19. Oktober 2012 Verkäufe: + 200.000; Naughty Boy feat. Emeli Sandé                      |
| 2013 | Lifted Hotel Cabana                     | DE55 (9 Wo.)DE | — | CH61 (3 Wo.)CH | UK8 (5 Wo.)UK | — | Erstveröffentlichung: 16. August 2013 Naughty Boy feat. Emeli Sandé                                            |
| 2013 | This Game Is Over La música no se toca  | — | — | — | — | — | Erstveröffentlichung: 24. September 2013 Alejandro Sanz feat. Jamie Foxx & Emeli Sandé                         |
| 2013 | Somebody Else Black Radio 2             | — | — | — | — | — | Erstveröffentlichung: 15. Oktober 2013 Robert Glasper Experiment feat. Emeli Sandé                             |
| 2013 | Free Home                               | DE38 (13 Wo.)DE | AT41 (7 Wo.)AT | — | UK26 Silber · (6 Wo.)UK | — | Erstveröffentlichung: 15. November 2013 Verkäufe: + 495.000; Rudimental feat. Emeli Sandé                      |
| 2014 | Do They Know It’s Christmas? –          | DE2 Gold · (15 Wo.)DE | AT5 (9 Wo.)AT | CH5 (7 Wo.)CH | UK1 Platin · (6 Wo.)UK | US63 (1 Wo.)US | Erstveröffentlichung: 17. November 2014 Verkäufe: + 751.000; mit Band Aid 30; Original: Band Aid               |
| 2014 | What I Did for Love Listen              | DE16 Gold · (23 Wo.)DE | AT10 (16 Wo.)AT | CH37 (10 Wo.)CH | UK6 Platin · (23 Wo.)UK | — | Erstveröffentlichung: 22. November 2014 Verkäufe: + 880.000; David Guetta feat. Emeli Sandé                    |
| 2016 | I.O.U. Growing Over Life                | — | — | — | — | — | Erstveröffentlichung: 17. August 2016 Wretch 32 feat. Emeli Sandé                                              |
| 2017 | Bridge over Troubled Water –            | — | AT32 (3 Wo.)AT | CH28 (2 Wo.)CH | UK1 Gold · (5 Wo.)UK | — | Erstveröffentlichung: 21. Juni 2017; mit Artists for Grenfell Verkäufe: + 400.000; Original: Simon & Garfunkel |
| 2017 | Love Me More Tribe                      | — | — | — | — | — | Erstveröffentlichung: 15. August 2017 Chase & Status feat. Emeli Sandé                                         |
| 2018 | Survive Forever                         | — | — | — | — | — | Erstveröffentlichung: 23. November 2018 Verkäufe: + 150.000 Don Diablo feat. Gucci Mane & Emeli Sandé          |
| 2018 | Bungee Jumping –                        | — | — | — | — | — | Erstveröffentlichung: 7. Dezember 2018 Naughty Boy feat. Emeli Sandé                                           |
| 2019 | Merry Christmas, Darling                | — | — | — | — | — | Erstveröffentlichung: 8. November 2019 Timi Dakolo feat. Emeli Sandé                                           |
| 2020 | One of a Kind Twenty Twenty             | — | — | — | — | — | Erstveröffentlichung: 13. Februar 2020 Ronan Keating feat. Emeli Sandé                                         |
| 2021 | Sonya Conflict of Interest              | — | — | — | — | — | Erstveröffentlichung: 17. Februar 2021 Ghetts feat. Emeli Sandé                                                |
| 2021 | Welcome to the Hood The Resurrection    | — | — | — | UK88 (1 Wo.)UK | — | Erstveröffentlichung: 18. März 2021 Bugzy Malone feat. Emeli Sandé                                             |
| 2022 | Tables Turn Cold Feet                   | — | — | — | — | — | Erstveröffentlichung: 13. Oktober 2022 Rimzee feat. Emeli Sandé                                                |
| 2022 | Siesta Where I’m Meant to Be            | — | — | — | — | — | Erstveröffentlichung: 3. November 2022 Ezra Collective feat. Emeli Sandé                                       |

## Videoalben und Musikvideos

### Videoalben
| Jahr | Titel Musiklabel                                   | Höchstplatzierung, Gesamtwochen, AuszeichnungChartplatzierungen (Jahr, Titel, Musiklabel, Platzierungen, Wochen, Auszeichnungen, Anmerkungen) | Höchstplatzierung, Gesamtwochen, AuszeichnungChartplatzierungen (Jahr, Titel, Musiklabel, Platzierungen, Wochen, Auszeichnungen, Anmerkungen) | Höchstplatzierung, Gesamtwochen, AuszeichnungChartplatzierungen (Jahr, Titel, Musiklabel, Platzierungen, Wochen, Auszeichnungen, Anmerkungen) | Höchstplatzierung, Gesamtwochen, AuszeichnungChartplatzierungen (Jahr, Titel, Musiklabel, Platzierungen, Wochen, Auszeichnungen, Anmerkungen) | Höchstplatzierung, Gesamtwochen, AuszeichnungChartplatzierungen (Jahr, Titel, Musiklabel, Platzierungen, Wochen, Auszeichnungen, Anmerkungen) | Anmerkungen                                                                  |
| Jahr | Titel Musiklabel                                   | DE | AT | CH | UK | US | Anmerkungen                                                                  |
| ---- | -------------------------------------------------- | --- | --- | --- | --- | --- | ---------------------------------------------------------------------------- |
| 2013 | Live at the Royal Albert Hall Virgin Records (EMI) | — | — | — | UK1 Gold · (29 Wo.)UK | US*US | Erstveröffentlichung: 12. Februar 2013 Verkäufe: + 25.000; * siehe Livealbum |

### Musikvideos
| Jahr | Titel                        | Regie                                                |
| ---- | ---------------------------- | ---------------------------------------------------- |
| 2010 | Never Be Your Woman          |                                                      |
| 2011 | Heaven                       | Jake Nava                                            |
| 2011 | Read All About It            | Henry Scholfield                                     |
| 2011 | Daddy                        | AG Rojas                                             |
| 2012 | Next to Me                   | Charles Mehling                                      |
| 2012 | My Kind of Love              | Charles Mehling (Original, 2012) Sanji (Remix, 2013) |
| 2012 | Wonder                       | Charles Mehling                                      |
| 2012 | Beneath Your Beautiful       | Sophie Muller                                        |
| 2013 | Clown                        | WIZ Andrew John Whiston                              |
| 2013 | Lifted                       | Nadia Marquard Otzen                                 |
| 2013 | This Game Is Over            | Rafa Sanudo                                          |
| 2013 | Free                         | Stu Thomson                                          |
| 2014 | Do They Know It’s Christmas? | Andrew Morahan                                       |
| 2016 | Hurts                        | Dawn Shadforth                                       |
| 2016 | Breathing Underwater         |                                                      |
| 2016 | Garden                       | Charlie Robins, Áine Zion                            |
| 2017 | Highs & Lows                 |                                                      |
| 2017 | Higher                       | Christopher Cargill, Myles Whittingham               |
| 2019 | Sparrow                      | Sarah McColgan                                       |
| 2019 | Extraordinary Being          |                                                      |
| 2020 | Intermission                 | Myles Whitingham                                     |
| 2021 | Family                       | Lewis Cater                                          |
| 2022 | There Isn’t Much             | Marieke Macklon                                      |
| 2022 | When Someone Love You        | Luke Colling                                         |
| 2023 | One of These Things First    | Bill Jackson                                         |
| 2023 | There for You                | Tom Stoddart                                         |
| 2023 | How Were we to Know          | Tom Stoddart                                         |
| 2023 | All This Love                | Tom Stoddart                                         |

## Autorenbeteiligungen
Die folgende Tabelle bietet eine Übersicht der kommerziellen Erfolge, die Sande als Autorin erlangte, enthalten sind Charterfolge in den Singlecharts oder Titel die Plattenauszeichnungen erhielten.
| Jahr | Titel Interpretation                           | Höchstplatzierung, Gesamtwochen, AuszeichnungChartplatzierungen (Jahr, Titel, Interpretation, Platzierungen, Wochen, Auszeichnungen, Anmerkungen) | Höchstplatzierung, Gesamtwochen, AuszeichnungChartplatzierungen (Jahr, Titel, Interpretation, Platzierungen, Wochen, Auszeichnungen, Anmerkungen) | Höchstplatzierung, Gesamtwochen, AuszeichnungChartplatzierungen (Jahr, Titel, Interpretation, Platzierungen, Wochen, Auszeichnungen, Anmerkungen) | Höchstplatzierung, Gesamtwochen, AuszeichnungChartplatzierungen (Jahr, Titel, Interpretation, Platzierungen, Wochen, Auszeichnungen, Anmerkungen) | Höchstplatzierung, Gesamtwochen, AuszeichnungChartplatzierungen (Jahr, Titel, Interpretation, Platzierungen, Wochen, Auszeichnungen, Anmerkungen) | Anmerkungen                                             |
| Jahr | Titel Interpretation                           | DE | AT | CH | UK | US | Anmerkungen                                             |
| --- | ---------------------------------------------- | --- | --- | --- | --- | --- | ------------------------------------------------------- |
| 2010 | Radio Alesha                                   | — | — | CH57 (1 Wo.)CH | UK46 (1 Wo.)UK | — | Erstveröffentlichung: 28. November 2010                 |
| 2012 | Trouble Leona Lewis feat. Childish Gambino     | DE27 (6 Wo.)DE | AT32 (2 Wo.)AT | CH75 (1 Wo.)CH | UK7 (4 Wo.)UK | — | Erstveröffentlichung: 7. Oktober 2012                   |
| 2015 | Imagination Gorgon City feat. Katy Menditta    | — | — | — | UK— SilberUK | — | Erstveröffentlichung: 17. März 2015 Verkäufe: + 200.000 |
| Folgende Lieder erschienen nicht als Single, wurden aber durch das Album zum Download und Streaming bereitgestellt und konnten somit eine Platzierung erlangen: |                                                | | | | | |                                                         |
| |                                                | | | | | |                                                         |
| 2011 | Let It Rain Tinchy Stryder feat. Melanie Fiona | — | — | — | UK14 (7 Wo.)UK | — | Charteinstieg: 16. Januar 2011                          |
| 2012 | Half of Me Rihanna                             | — | — | CH46 (1 Wo.)CH | UK75 (1 Wo.)UK | — | Charteinstieg: 1. Dezember 2012                         |
| 2013 | Brand New Me Alicia Keys                       | — | — | — | UK92 (1 Wo.)UK | — | Charteinstieg: 9. Februar 2013                          |

## Promoveröffentlichungen
| Jahr | Titel Album                                                                          | Anmerkungen                                                          |
| ---- | ------------------------------------------------------------------------------------ | -------------------------------------------------------------------- |
| 2011 | Easier in Bed (Acoustic Version) –                                                   | Erstveröffentlichung: 12. Dezember 2011                              |
| 2013 | Bitch, Don’t Kill My Vibe (International Remix) Good Kid, M.A.A.D City (New-Edition) | Erstveröffentlichung: 25. Juni 2013 Kendrick Lamar feat. Emeli Sandé |
| 2019 | For Once in My Life Four Weddings and a Funeral (Music from the Original TV Series)  | Erstveröffentlichung: 31. Juli 2019                                  |
| 2019 | You Are Not Alone Real Life                                                          | Erstveröffentlichung: 30. August 2019                                |
| 2019 | Free As a Bird Real Life                                                             | Erstveröffentlichung: 9. September 2019                              |
| 2019 | Honest Real Life                                                                     | Erstveröffentlichung: 10. September 2019                             |
| 2019 | Human Real Life                                                                      | Erstveröffentlichung: 12. September 2019                             |

## Sonderveröffentlichungen

### Alben
| Jahr | Titel Musiklabel                                                        | Anmerkungen                                              |
| ---- | ----------------------------------------------------------------------- | -------------------------------------------------------- |
| 2012 | Spotify Sessions – Live from Spotify NYC, USA/2012 Virgin Records (EMI) | Erstveröffentlichung: 2012 Spotify-Exklusive             |
| 2013 | Our Version of Events – Bonus EP Virgin Records (EMI)                   | Erstveröffentlichung: 8. Oktober 2013 iTunes-Exklusive   |
| 2016 | Live from London Bridge Virgin Records (UMG)                            | Erstveröffentlichung: 11. November 2016 iTunes-Exklusive |
| 2017 | Spotify Live Virgin Records (UMG)                                       | Erstveröffentlichung: 24. Februar 2017 Spotify-Exklusive |

### Lieder
| Jahr | Titel Album                                                                          | Anmerkungen                                                                                            |
| ---- | ------------------------------------------------------------------------------------ | --- |
| 2008 | The Word Unsigned & Hungry Vol. 1                                                    | Erstveröffentlichung: April 2008 Kobi Onyame feat. Emeli Sandé                                         |
| 2008 | You’re My Queen/King Unsigned & Hungry Vol. 1                                        | Erstveröffentlichung: April 2008 Kobi Onyame feat. Emeli Sandé & John Freestone                        |
| 2009 | Diamond Rings I Am Chipmunk                                                          | Erstveröffentlichung: 9. Oktober 2009 Chip feat. Emeli Sandé                                           |
| 2010 | New Day Jack of None                                                                 | Erstveröffentlichung: 1. Februar 2010 Byron feat. Emeli Sandé                                          |
| 2010 | Kids That Love to Dance Alive Till I’m Dead                                          | Erstveröffentlichung: 24. September 2010 Professor Green feat. Emeli Sandé                             |
| 2010 | Let Go Disc-Overy                                                                    | Erstveröffentlichung: 1. Oktober 2010 Tinie Tempah feat. Emeli Sandé                                   |
| 2010 | Dreamer Bud, Sweat and Beers                                                         | Erstveröffentlichung: 29. Oktober 2010 Devlin feat. Emeli Sandé                                        |
| 2011 | Nobody Fault But Mine Green Green Grasses                                            | Erstveröffentlichung: 11. April 2011 Kobi Onyame feat. Emeli Sandé                                     |
| 2011 | Hanging On Man or Machine                                                            | Erstveröffentlichung: 29. Mai 2011 FaithSFX feat. Emeli Sandé                                          |
| 2011 | Read All About It At Your Inconvenience                                              | Erstveröffentlichung: 31. Oktober 2011 Professor Green feat. Emeli Sandé                               |
| 2012 | Beneath Your Beautiful Electronic Earth                                              | Erstveröffentlichung: 2. April 2012 Labrinth feat. Emeli Sandé                                         |
| 2012 | This Game Is Over La música no se toca                                               | Erstveröffentlichung: 25. September 2012 Alejandro Sanz feat. Jamie Foxx & Emeli Sandé                 |
| 2012 | Read All About It Pt. III My Voice Story                                             | Erstveröffentlichung: 21. Dezember 2012 Nick Howard feat. Emeli Sandé                                  |
| 2013 | My Heart The Ascent                                                                  | Erstveröffentlichung: 1. April 2013 Wiley feat. French Montana & Emeli Sandé                           |
| 2013 | Free Home                                                                            | Erstveröffentlichung: 26. April 2013 Rudimental feat. Emeli Sandé                                      |
| 2013 | More Than Anything Home                                                              | Erstveröffentlichung: 26. April 2013 Rudimental feat. Emeli Sandé                                      |
| 2013 | Bitch, Don’t Kill My Vibe (International Remix) Good Kid, M.A.A.D City (New-Edition) | Erstveröffentlichung: 26. Juli 2013 Kendrick Lamar feat. Emeli Sandé                                   |
| 2013 | Lifted Hotel Cabana                                                                  | Erstveröffentlichung: 23. August 2013 Naughty Boy feat. Emeli Sandé                                    |
| 2013 | Never Be Your Woman Hotel Cabana                                                     | Erstveröffentlichung: 23. August 2013 Naughty Boy feat. Emeli Sandé & Wiley                            |
| 2013 | Pluto Hotel Cabana                                                                   | Erstveröffentlichung: 23. August 2013 Naughty Boy feat. Emeli Sandéé & Wretch 32                       |
| 2013 | Welcome to Cabana Hotel Cabana                                                       | Erstveröffentlichung: 23. August 2013 Naughty Boy feat. Emeli Sandé & Tinie Tempah                     |
| 2013 | Wonder Hotel Cabana                                                                  | Erstveröffentlichung: 23. August 2013 Naughty Boy feat. Emeli Sandé                                    |
| 2013 | Somebody Else Black Radio 2                                                          | Erstveröffentlichung: 25. Oktober 2013 Robert Glasper Experiment feat. Emeli Sandé                     |
| 2013 | A Heart Can Save the World Demonstration                                             | Erstveröffentlichung: 4. November 2013 Tinie Tempah feat. Emeli Sandé                                  |
| 2013 | Roses James Arthur                                                                   | Erstveröffentlichung: 4. November 2013 James Arthur feat. Emeli Sandé                                  |
| 2014 | Love Me or Leave Me Sirens of Song                                                   | Erstveröffentlichung: 21. November 2014 Jools Holland & His Rhythm & Blues Orchestra feat. Emeli Sandé |
| 2014 | What I Did for Love Listen                                                           | Erstveröffentlichung: 21. November 2014 David Guetta feat. Emeli Sandé                                 |
| 2015 | Roses The Long Way Home                                                              | Erstveröffentlichung: 13. April 2015 Krept & Konan feat. Emeli Sandé                                   |
| 2015 | Saddest Vanilla I Cry When I Laugh                                                   | Erstveröffentlichung: 21. August 2015 Jess Glynne feat. Emeli Sandé                                    |
| 2016 | Thunder 3                                                                            | Erstveröffentlichung: 10. Juni 2016 Netsky feat. Emeli Sandé                                           |
| 2016 | I.O.U. Growing Over Life                                                             | Erstveröffentlichung: 2. September 2016 Wretch 32 feat. Emeli Sandé                                    |
| 2017 | Love Me More Tribe                                                                   | Erstveröffentlichung: 18. August 2017 Chase & Status feat. Emeli Sandé                                 |
| 2017 | Carry On Carnival III (The Fall and Rise of a Refugee)                               | Erstveröffentlichung: 15. September 2017 Wyclef Jean feat. Emeli Sandé                                 |
| 2018 | Queen It’s About Time                                                                | Erstveröffentlichung: 28. September 2018 Chic feat. Emeli Sandé                                        |
| 2019 | Merry Christmas, Darling                                                             | Erstveröffentlichung: 22. November 2019 Timi Dakolo feat. Emeli Sandé                                  |
| 2020 | One of a Kind Twenty Twenty                                                          | Erstveröffentlichung: 24. Juli 2020 Ronan Keating feat. Emeli Sandé                                    |
| 2020 | It’s Hard Now or Never                                                               | Erstveröffentlichung: 6. November 2020 Giggs feat. Emeli Sandé                                         |
| 2020 | Life So Deep Music, Trial & Trauma: A Drill Story                                    | Erstveröffentlichung: 20. November 2020 Loski feat. Emeli Sandé                                        |
| 2021 | Sonya Conflict of Interest                                                           | Erstveröffentlichung: 19. Februar 2021 Ghetts feat. Emeli Sandé                                        |
| 2021 | Welcome to the Hood The Resurrection                                                 | Erstveröffentlichung: 28. Mai 2021 Bugzy Malone feat. Emeli Sandé                                      |
| 2021 | Survive Forever                                                                      | Erstveröffentlichung: 10. September 2021 Don Diablo feat. Gucci Mane & Emeli Sandé                     |
| 2022 | Tables Turn Cold Feet                                                                | Erstveröffentlichung: 14. Oktober 2022 Rimzee feat. Emeli Sandé                                        |
| 2022 | Siesta Where I’m Meant to Be                                                         | Erstveröffentlichung: 4. November 2022 Ezra Collective feat. Emeli Sandé                               |

| Jahr | Titel Album                                                                   | Anmerkungen                                               |
| ---- | ----------------------------------------------------------------------------- | --------------------------------------------------------- |
| 2012 | Abide with Me Isles of Wonder                                                 | Erstveröffentlichung: 28. Juli 2012 Original: Traditional |
| 2014 | All the Girls Love Alice Goodbye Yellow Brick Road (40th-Anniversary-Edition) | Erstveröffentlichung: 21. März 2014 Original: Elton John  |
| 2023 | One of These Things First The Endless Coloured Ways: The Songs of Nick Drake  | Erstveröffentlichung: 7. Juli 2023 Original: Nick Drake   |

| Jahr | Titel Soundtrack zu                                   | Anmerkungen                                                                                             |
| ---- | ----------------------------------------------------- | --- |
| 2013 | Here It Comes Trance – Gefährliche Erinnerung         | Erstveröffentlichung: 25. März 2013 Rick Smith feat. Emeli Sandé                                        |
| 2013 | Crazy in Love Der große Gatsby                        | Erstveröffentlichung: 6. Mai 2013 mit The Bryan Ferry Orchestra                                         |
| 2013 | Winter Wonderland The Best Man Holiday                | Erstveröffentlichung: 25. Oktober 2013 Original: Richard Himber, His Ritz-Carlton Orchestra & Joey Nash |
| 2014 | Free WWE 2K15                                         | Erstveröffentlichung: 21. Oktober 2014 Rudimental feat. Nas & Emeli Sandé                               |
| 2019 | For Once in My Life Vier Hochzeiten und ein Todesfall | Erstveröffentlichung: 14. August 2019                                                                   |
| 2019 | California Dream Godfather of Harlem                  | Erstveröffentlichung: 29. November 2019 Mark Isham feat. Emeli Sandé                                    |
| 2019 | Godfather of Harlem                                   | Erstveröffentlichung: 29. November 2019 Mark Isham feat. Emeli Sandé                                    |

## Statistik

### Chartauswertung
Die folgenden Statistiken bieten eine Übersicht der Charterfolge von Sandé in den Album-, Single- und Musik-DVD-Charts. Es ist zu beachten, dass bei den Singles nur Interpretationen und keine Autorenbeteiligungen berücksichtigt werden.
|                     | DE    | AT    | CH    | UK    | US    |
| ------------------- | ----- | ----- | ----- | ----- | ----- |
| Nummer-eins-Alben   | DE—DE | AT—AT | CH—CH | UK1UK | US—US |
| Top-10-Alben        | DE1DE | AT—AT | CH3CH | UK3UK | US—US |
| Alben in den Charts | DE3DE | AT2AT | CH5CH | UK5UK | US4US |

|                       | DE     | AT    | CH     | UK     | US    |
| --------------------- | ------ | ----- | ------ | ------ | ----- |
| Nummer-eins-Singles   | DE—DE  | AT—AT | CH—CH  | UK4UK  | US—US |
| Top-10-Singles        | DE2DE  | AT4AT | CH2CH  | UK13UK | US—US |
| Singles in den Charts | DE10DE | AT8AT | CH10CH | UK20UK | US3US |

|                          | DE    | AT    | CH    | UK    | US    |
| ------------------------ | ----- | ----- | ----- | ----- | ----- |
| Nummer-eins-Videoalben   | DE—DE | AT—AT | CH—CH | UK1UK | US—US |
| Top-10-Videoalben        | DE—DE | AT—AT | CH—CH | UK1UK | US—US |
| Videoalben in den Charts | DE—DE | AT—AT | CH—CH | UK1UK | US—US |

### Auszeichnungen für Musikverkäufe
| Land/RegionAuszeichnungen für Musikverkäufe (Land/Region, Auszeichnungen, Verkäufe, Quellen) | Silber     | Gold       | Platin       | Verkäufe    | Quellen                           |
| -------------------------------------------------------------------------------------------- | ---------- | ---------- | ------------ | ----------- | --------------------------------- |
| Australien (ARIA)                                                                            | —          | 4× Gold4   | 12× Platin12 | 980.000     | aria.com.au                       |
| Belgien (BRMA)                                                                               | —          | 4× Gold4   | —            | 60.000      | ultratop.be                       |
| Brasilien (PMB)                                                                              | —          | Gold1      | —            | 30.000      | pro-musicabr.org.br               |
| Dänemark (IFPI)                                                                              | —          | 2× Gold2   | 2× Platin2   | 20.000      | ifpi.dk                           |
| Deutschland (BVMI)                                                                           | —          | 6× Gold6   | 2× Platin2   | 1.450.000   | musikindustrie.de                 |
| Europa (IFPI)                                                                                | —          | —          | 2× Platin2   | (2.000.000) | ifpi.org                          |
| Frankreich (SNEP)                                                                            | —          | —          | Platin1      | 273.900     | snepmusique.com                   |
| Irland (IRMA)                                                                                | —          | —          | 3× Platin3   | 45.000      | irishcharts.ie                    |
| Italien (FIMI)                                                                               | —          | 6× Gold6   | —            | 130.000     | fimi.it                           |
| Neuseeland (RMNZ)                                                                            | —          | 2× Gold2   | 6× Platin6   | 165.000     | aotearoamusiccharts.co.nz NZ2 NZ3 |
| Niederlande (NVPI)                                                                           | —          | —          | Platin1      | 50.000      | nvpi.nl                           |
| Österreich (IFPI)                                                                            | —          | 2× Gold2   | —            | 30.000      | ifpi.at                           |
| Polen (ZPAV)                                                                                 | —          | —          | 3× Platin3   | 150.000     | olis.pl                           |
| Portugal (AFP)                                                                               | —          | Gold1      | —            | 5.000       | Einzelnachweise                   |
| Schweden (IFPI)                                                                              | —          | Gold1      | Platin1      | 60.000      | sverigetopplistan.se              |
| Schweiz (IFPI)                                                                               | —          | 2× Gold2   | 3× Platin3   | 120.000     | hitparade.ch                      |
| Spanien (Promusicae)                                                                         | —          | Gold1      | —            | 30.000      | elportaldemusica.es               |
| Vereinigte Staaten (RIAA)                                                                    | —          | Gold1      | 2× Platin2   | 2.506.000   | riaa.com                          |
| Vereinigtes Königreich (BPI)                                                                 | 5× Silber5 | 5× Gold5   | 20× Platin20 | 12.058.650  | bpi.co.uk                         |
| Insgesamt                                                                                    | 5× Silber5 | 38× Gold38 | 58× Platin58 |             |                                   |